# Ernest Renan

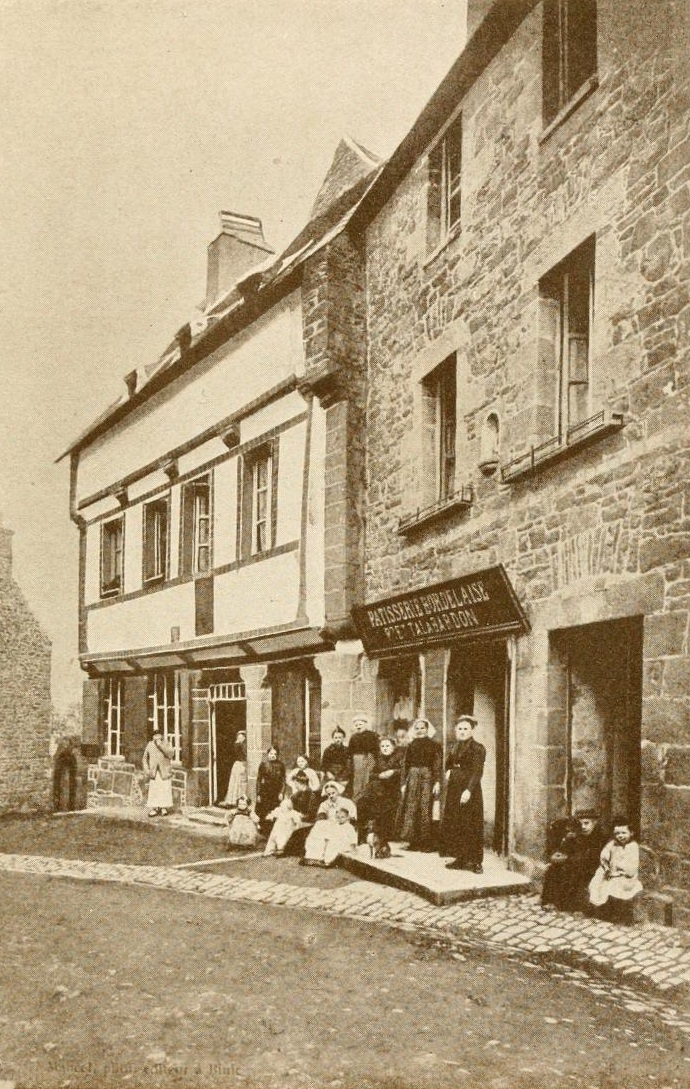
Rodný dům E. Renana v Tréguier (Bretaň)

Joseph Ernest Renan (27. února 1823 Tréguier, Côtes-d'Armor, Bretaň – 2. října 1892 Paříž) byl francouzský filozof, spisovatel, religionista, historik a jazykovědec, člen Francouzské akademie.

## Život
Narodil se v poměrně zámožné rybářské rodině. Jeho otec byl kapitánem obchodní lodi, ale zemřel, když bylo synovi pět let, a Ernest byl pak vychováván ženami a kněžími; velký vliv na něho měla především jeho o dvanáct let starší sestra Henrietta. Studoval na církevních školách a na základě brilantních výsledků byl přijat na elitní církevní kolej v Paříži, kde se připravoval na kněžství. Nadchnul se nejprve pro scholastiku, ale pak se setkal s německým idealismem a četl s nadšením Kanta, Herdera a hlavně Hegela. Začal studovat hebrejštinu a všiml si nesrovnalostí v textu bible: viděl, že jazyk Tóry neodpovídá době Mojžíšově, že v knize Izajáš jsou zastoupena různá období a že kniha Daniel musela být napsána daleko později než příběh, který vypráví.
Mezitím obdržel tonzuru a čtvero nižších svěcení, ale nakonec se rozhodl zříci se stavu kněžského, protože dospěl k přesvědčení, že bible je historickým produktem národní literatury, a ne knihou Božího zjevení. Roku 1845 opustil seminář a stal se učitelem. Mezi jeho žáky byl i později slavný chemik Marcellin Berthelot, který mu otevřel oči pro vědu a zůstal pak jeho trvalým přítelem. Roku 1847 získal Renan prestižní cenu za rukopis svých „Obecných dějin semitských jazyků“ a roku 1855 vydal „Srovnávací dějiny semitských jazyků“. V roce 1856 se oženil s dcerou malíře Henryho Scheffera; měli dvě děti, syna, jenž se stal malířem (Ary Renan), a dceru Noémi, která se provdala za řeckého spisovatele a jazykovědce Ioannise Psycharise.
Z pověření francouzské vlády se Renan v roce 1860 zúčastnil archeologické výpravy na Blízký východ k prozkoumání fénických starožitností a po návratu byl v lednu 1862 jmenován profesorem hebrejštiny na Collège de France. Ale již po první přednášce v únoru 1862 byly jeho přednášky pozastaveny a pak i zrušeny, protože Renan popíral božství Ježíšovo, což vyvolalo velké bouře.
Roku 1863 vyšla jeho nejslavnější kniha, „Život Ježíšův“, která sice způsobila skandál, ale stala se také bestsellerem. Renan v ní svým skvělým stylem vylíčil Ježíše jako laskavého člověka „jako kdyby se s ním sám setkal uprostřed krásné galilejské přírody“, z něhož jeho následovníci udělali Boha. Byla okamžitě přeložena do řady jazyků a vyvolala velké vzrušení v celé Evropě. Francouzští biskupové vyzvali lid k modlitbám za usmíření Boha, který byl zlehčen a potupen tímto rouhačským dílem. Pastýřské listy proti Renanově knize byly vydávány i v dalších zemích, také v Čechách.
Renan však nedbal žádných útoků a pokračoval dále v sepisování dějin prvotního křesťanství. V roce 1866 vydal práci Les Apôtres [Apoštolové], kde vykládá víru ve vzkříšení Kristovo jako iluzi lásky. Mýty o Kristově smrti a zázraky vykládal jako produkty citů a idejí, které vládly v prvotní křesťanské obci. Nutno ovšem zdůraznit, že Renan nebyl ateista. Náboženství samého se nikdy nedotkl, zavrhl jen formy, které různá náboženství dávala Bohu. Náboženství považoval za věčné, ale náboženské symboly za zvrátitelné a pomíjivé. Bůh se mu stal výtvorem lidského ducha, kategorií formujícího se ideálu. Renan psal o náboženství způsobem uctivým a dokonce něžným, což F. X. Šalda komentoval slovy: „působí to dojmem, jakoby srdce jeho nemohlo překonati, co rozum již dávno byl odvrhl".
Po pádu druhého císařství v roce 1870 vláda třetí republiky Renanovi navrátila profesuru na Collège de France a roku 1878 byl zvolen do Francouzské akademie. Odmítavý postoj vůči Renanovi ovšem i nadále zaujímali představitelé církve, kteří v něm viděli předního šiřitele protináboženských nálad. Katolická církev zařadila devatenáct Renanových spisů na Index zakázaných knih. Renan se živě zajímal i o sociální otázky a roku 1869 dokonce kandidoval za liberální stranu do bretaňského parlamentu. O rok později však přišla drtivá porážka ve válce s Německem a Pařížská komuna, což Renanem nesmírně otřáslo. Německo, které tak obdivoval, bylo najednou nepřátelské a Renan propadl těžkým obavám o budoucnost Francie. Vydal několik knih o potřebě reforem, kde hájil nutnost pevné společenské autority a hierarchie, a zároveň vyjadřoval svůj pesimismus vůči moderní rovnostářské době. Tuto celkovou skepsi promítl i do svých rozsáhlých historických prací o počátcích křesťanství, kde za vrchol pokládá dobu Marka Aurelia.
Roku 1882 upoutala jeho přednáška „Co je národ?“, kde se Renan postavil proti představám o věčné povaze národů, založených na rase a krvi a naopak tvrdil, že národ je skupina lidí, které drží pohromadě vůle žít společně, kteří „spolu dokázali velké věci a chtějí v tom pokračovat“ a s narážkou na plebiscit v Alsasku-Lotrinsku vyslovil slavnou větu, že „národ je cosi jako každodenní plebiscit“. Podstatným prvkem národa je, že jeho příslušníci „mají mnoho společného, ale musí také společně mnoho věcí zapomenout: každý Francouz musí zapomenout na Bartolomějskou noc a na masakry albigenských“. V roce 1883 vydal další velmi úspěšnou knihu, „Vzpomínky z dětství a jinošství“ a začal pracovat na pětidílných „Dějinách izraelského lidu“, které vycházely už zčásti posmrtně. V posledních letech se dočkal mnoha poct, byl administrátorem Collège de France a byl jmenován Grand Officier Řádu čestné legie.

## Dílo
Renan byl člověk s mimořádným nadáním i pílí. Jako mnoho jiných v té době byl i on přesvědčený evolucionista a liberál se silnou vírou v pokrok lidstva, kterou otřásla až válka v letech 1870–1871. V tomto otřesu se projevilo i jeho bytostně elitářské životní přesvědčení o zvláštním poslání vzdělanců, o nezbytnosti koloniálního panství a silný antisemitismus. V odpovědi Renanovi prostějovský rodák, knihovník a hebraista Moritz Steinschneider poprvé toto slovo použil. Renan byl přesvědčen o nadřazenosti Evropanů a o „duševní méněcennosti“ a společenské neschopnosti semitské rasy, kterou ovšem na rozdíl od skutečných rasistů nechápal biologicky, nýbrž kulturně jako etnikum. Od rasistů se lišil také tím, že za naději do budoucnosti pokládal míšení a splývání různých ras. Také evropské národy podle něho jednou nahradí jeden evropský národ.

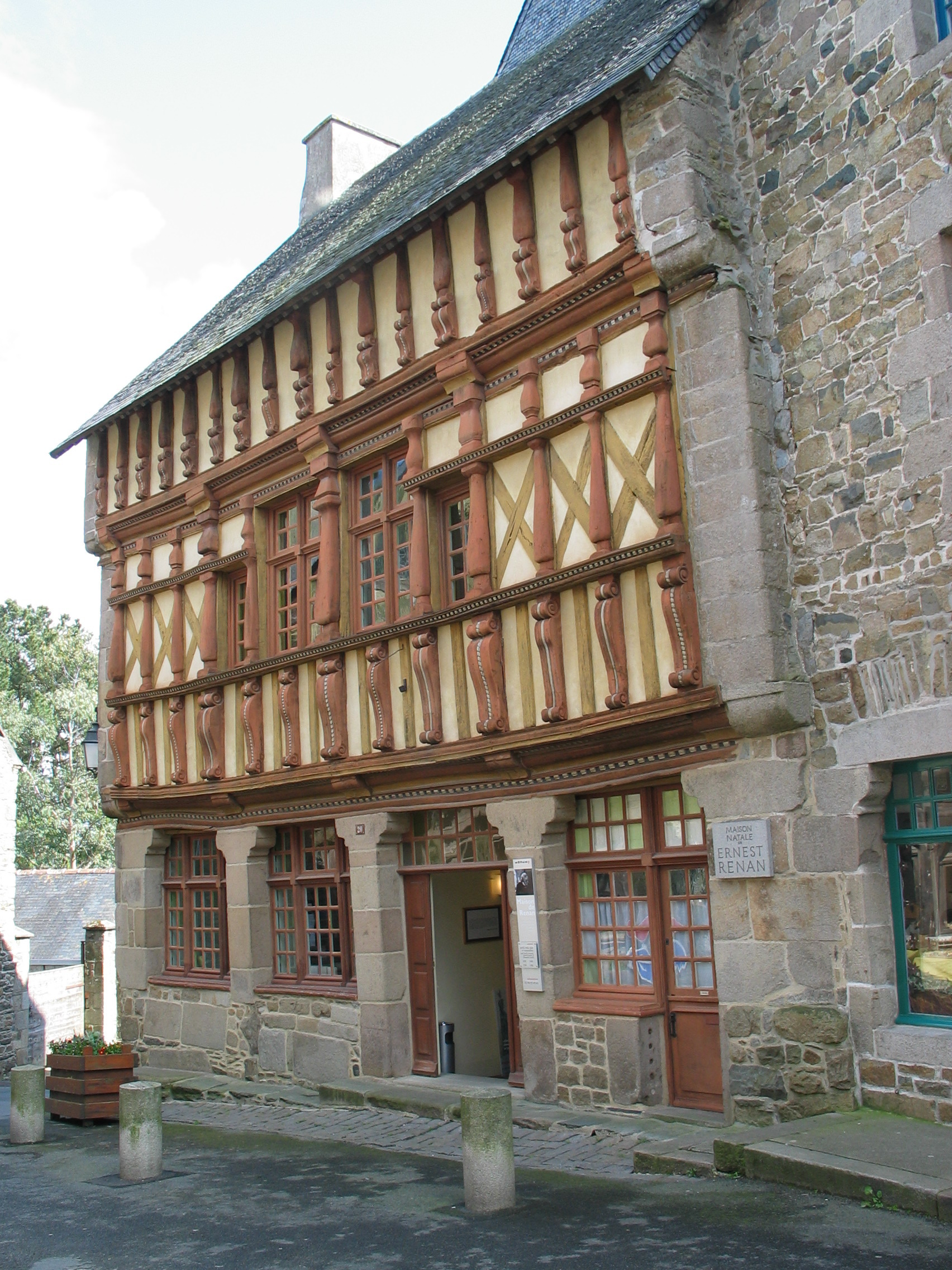
Rodný dům E. Renana v Tréguier (Bretaň)

Jeho historická, lingvistická i religionistická díla jsou dnes vědecky překonaná a jednoduchý evolucionismus opuštěn. Také Renanovu víru v samočinný pokrok lidstva dnes málokdo sdílí. Jeho význam pro vývoj historie a dalších společenských věd byl však mimořádný, stejně jako jeho vliv na současníky v celé Evropě.
Člověk může vykonat velké věci, i když nevěří v nesmrtelnost, ale jen pokud jiní v ni věří za něho a kolem něho.

## Fotogalerie

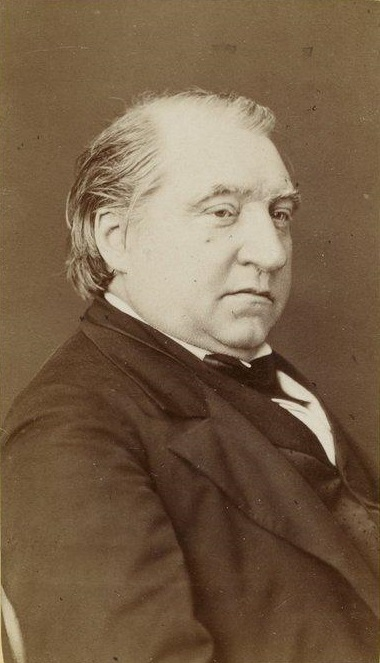
Joseph Ernest Renan
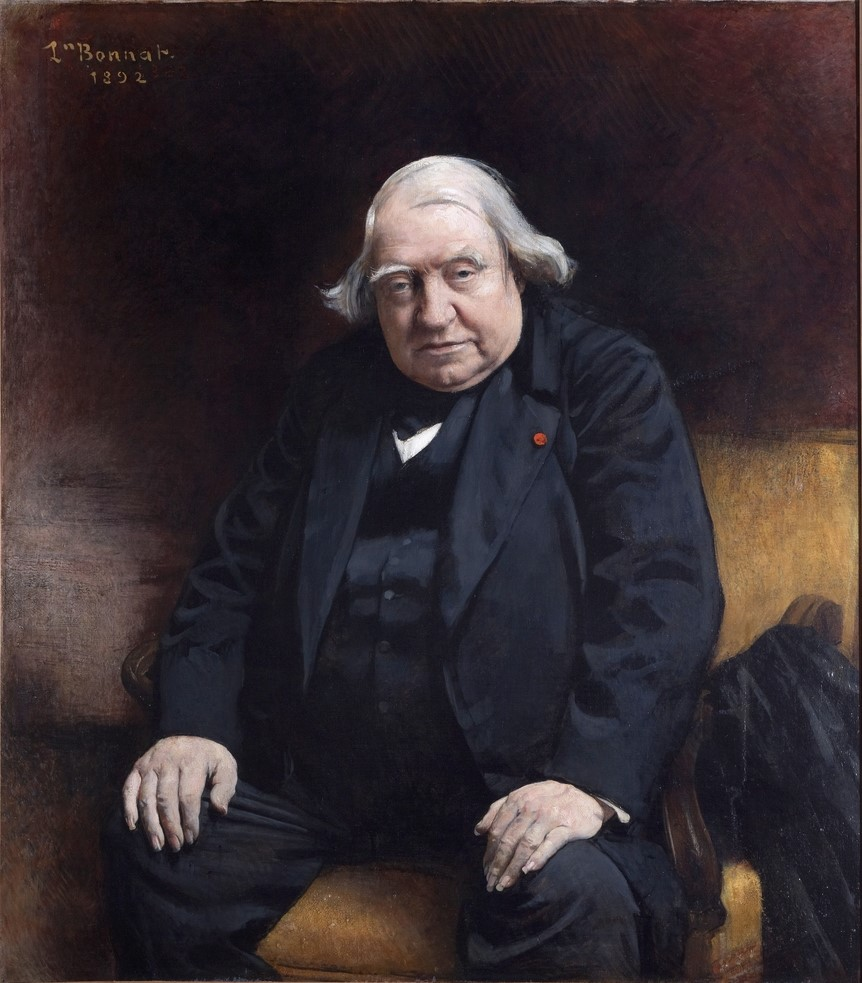
Joseph Ernest Renan
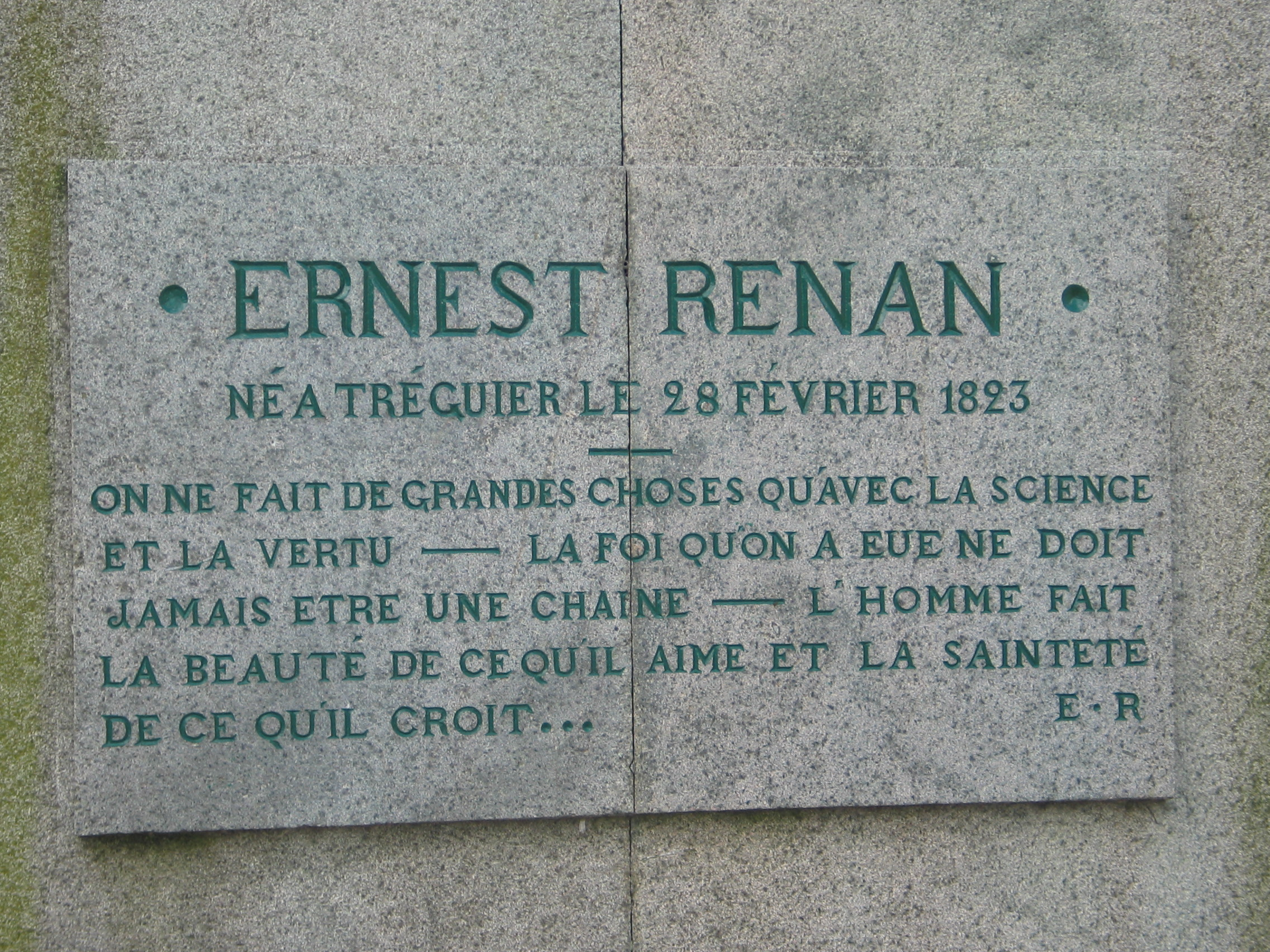
Pamětní deska Josepha Ernesta Renana
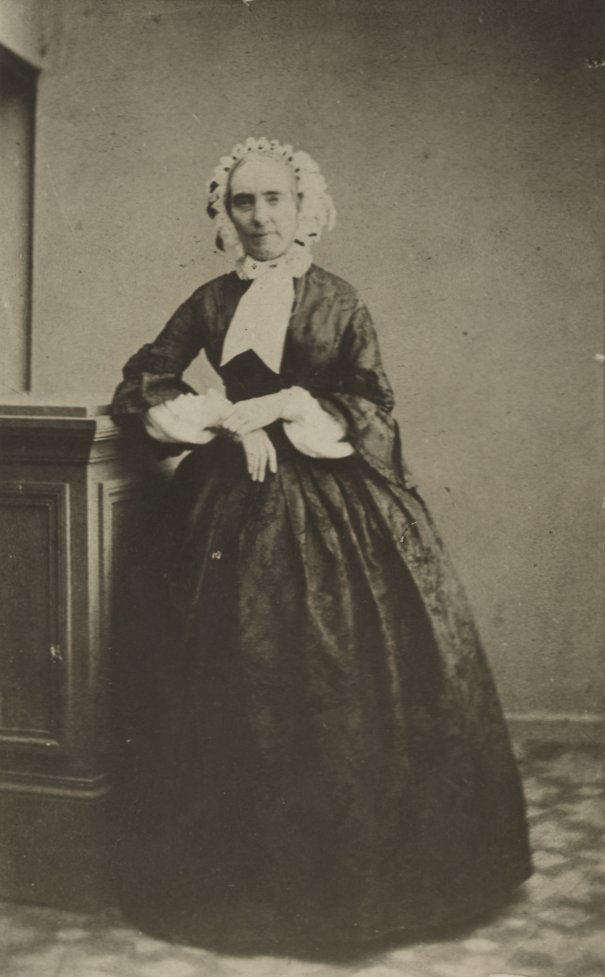
Jeho sestra Henriette Renan
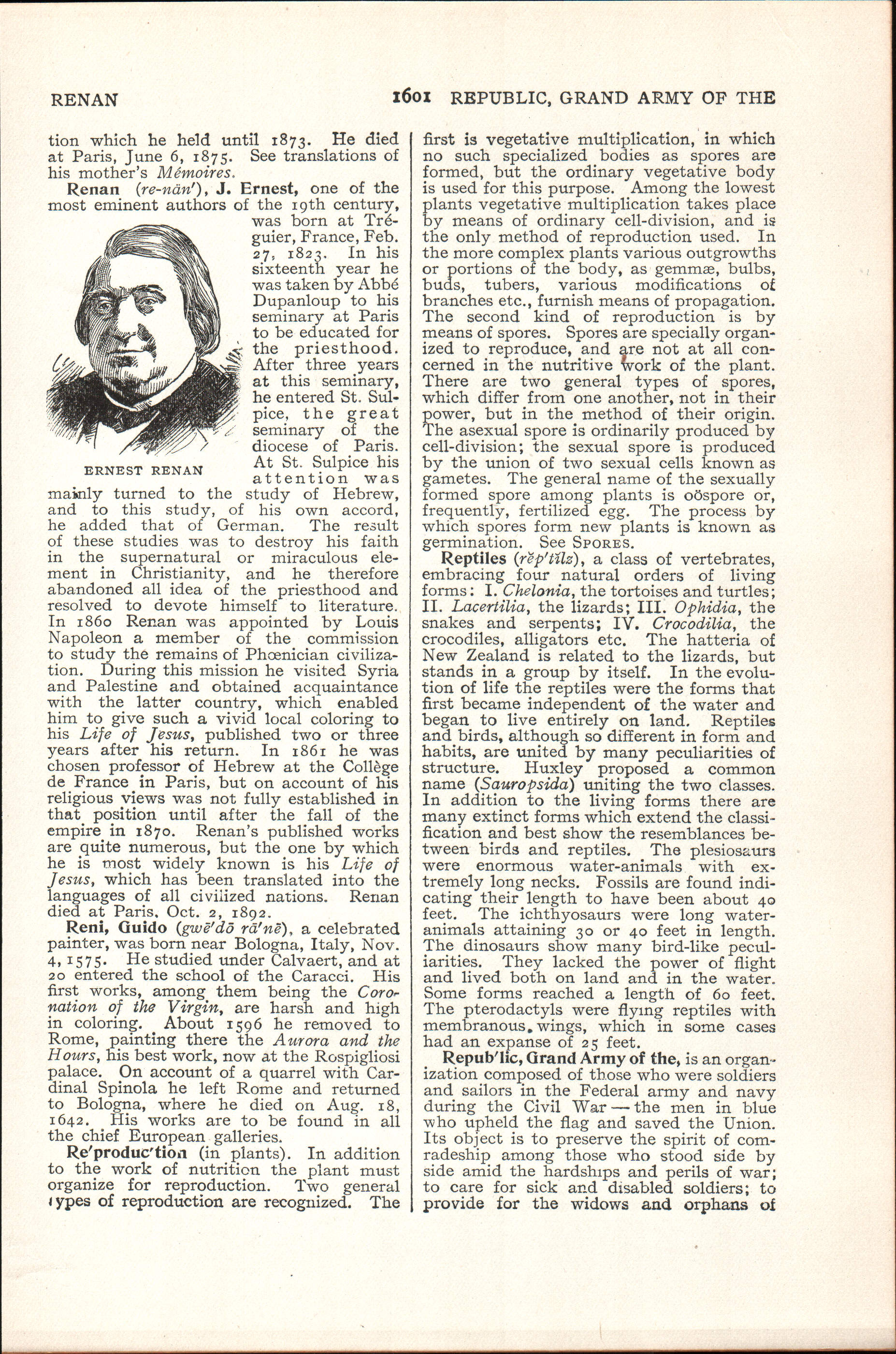
Biografie Josepha Ernesta Renana

## Spisy
- O původu jazyka (De l'origine du langage) (1848)
- Averroes a averroismus (Averroës et l’averroïsme) (1852)
- Bretonská duše (L'âme bretonne) (1854)
- Obecné dějiny a srovnávací systém semitských jazyků (Histoire générale et systèmes comparés des langues sémitiques) (1855)
- Studie z dějin náboženství (Études d'histoire religieuse) (1857)
- Eseje o morálce a kritice (Essais de morale et de critique) (1859)
- Dějiny počátků křesťanství (Histoire des origines du christianisme) (7 dílů, 1863–1882):
  - Život Ježíšův (La Vie de Jésus) (1863) – česky 1864[12][13], 1896, 1898, 1913, 1917, 1918, 1919
  - Apoštolové (Les Apôtres) (1866) – česky Apoštolé, překlad Bořivoj Vajgrt, vydal Karel Stanislav Sokol Praha 1896, 1897, 1898
  - Svatý Pavel (Saint Paul) (1869) – česky 1914
  - Antikrist (L’Antéchrist) (1873) – česky 1897
  - Evangelia a druhá křesťanská generace (Les Evangiles et la seconde génération chrétienne) (1877)
  - Křesťanská církev (L’Eglise chrétienne) (1879)
  - Marcus Aurelius a konec antického světa (Marc Aurèle ou La fin du monde antique) (1882)
  - Index (1883)
- Intelektuální a morální obnova Francie (La Réforme intellectuelle et morale de la France) (1871)
- Filozofické dialogy a zlomky (Dialogues et fragments philosophiques) (1876)
- Filozofická dramata (Drames philosophiques) – česky 1898
  - Caliban (1878)
  - Elixír mládí (L’Eau de Jouvence) (1881)
  - Kněz z Nemi (Le Prêtre de Némi) (1885)
  - Abatyše z Jouarre (L’Abbesse de Jouarre) (1886)
- Co je národ? (Qu'est-ce qu'une nation?) (1882)
- Vzpomínky z dětství a jinošství (Souvenirs d’enfance et de jeunesse) (1883) – česky pod tímto názvem 1925 (v roce 1913 ve dvou svazcích jako Vzpomínky z dětství a Vzpomínky z mládí)
- Dějiny izraelského lidu (Histoire du peuple d’Israël) (1887–1893)
- Budoucnost vědy, myšlenky z roku 1848 (L’Avenir de la science, pensées de 1848) (1890)